# میسا آمانه
میسا آمانه (به ژاپنی: 弥 海砂 ,Amane Misa) یک شخصیت خیالی در مجموعه مانگا ژاپنی دفتر مرگ است که توسط تسوگومی اوبا و تاکشی اوباتا خلق شده‌است. میسا یک خواننده، هنرپیشه و مدل معروف ژاپنی است که در جستجوی یک قاتل کشتار جمعی تحت عنوان کیرا (لایت یاگامی) است و در این کار او را برای رسیدن به هدفش که جهان شر را پاکسازی کردن می‌باشد، حمایت می‌کند. او با استفاده از دفتر مرگ خود که به صاحبش اجازه می‌دهد هر کسی را تنها با دانستن نام و چهره‌اش که از شینیگامی رمو دریافت می‌کند، به قتل برساند. میسا هر آنچه در توان دارد برای کمک به لایت به کار می‌گیرد که از آن جمله می‌توان به کوتاه نمودن طول عمر خود آن هم دو مرتبه به نصف به منظور دریافت چشم‌های شینیگامی اشاره کرد که به او توانایی مشاهده نام افراد و امید به زندگی را تنها با نگاه کردن به چهره آن‌ها می‌داد. او در نهایت برای جلب توجه لایت به خود، نقش کیرا ۲ را بازی می‌کند. اگرچه میسا بی‌اندازه به کیرا وابسته است و نقش معشوقه را برایش ایفا می‌کند اما رابطهٔ او با لایت یک‌طرفه است و او تنها از میسا برای رسیدن به اهدافش استفاده می‌کند.
در مجموعه تلویزیونی انیمه شخصیت میسا توسط آیا هیرانو در نسخه ژاپنی و شانون چان-کنت در نسخه انگلیسی صداگذاری شده‌است. اریکا تودا در فیلم یادداشت مرگ محصول سال ۲۰۰۶ و هیناکو سانو در مجموعه تلویزیونی وظیفه بازی در این نقش را بر عهده داشتند. همچنین همتای او در فیلم آمریکایی دفتر مرگ (۲۰۱۷) بوسیلهٔ مارگارت کوالی ایفای نقش شده‌است.

## خلق و مفهوم
تسوگومی اوبا نویسنده دفتر مرگ، قبل از شروع این سری تصمیم گرفت میسا را به عنوان دومین کیرا خلق کند. او احساس کرد که داستان تنها با داشتن شخصیت‌های مرد «خسته‌کننده» خواهد بود و او یک «زن جذاب» می‌خواست. اوبا قصد داشت او را با چشمان شینیگامی معرفی کند، و میسا را به عنوان فردی خودجوش و نه چندان باهوش وصف کرد و از همان ابتدا شخصیت وی را تعیین نمود. از آنجایی که لایت یاگامی هرگز مایل به مبادله چشمان شینیگامی نبود، اوبا به شخصیتی دیگر برای معاوضه چشم احتیاج داشت بنابراین تصمیم گرفت از میسا استفاده کند. اوبا بیان داشت «مفهوم از انتخاب نام میسا تا حدودی اتفاقی بود، اما من فکر می‌کنم با الهام از «کورومیسا» (عشای ربانی سیاه، آیین شیطان‌پرستی) باشد. بالاخره نام او باید بر اساس چیزی باشد».
اوبا در نهایت تصمیم گرفت میسا را پس از مرگ نائومی میسورا، نامزد ری پنبر معرفی کند. او و تاکشی اوباتا طراح دفتر مرگ، قصد داشت از طراحی سبک گوتیک لولیتا برای انتقال «تصویرسازی گوتیک شینیگامی و آن جهان» استفاده کند.

## ظاهر
میسا زادهٔ ۲۵ دسامبر ۱۹۸۴ در کیوتو، ژاپن است. او دختری جوان، کوتاه قد، لاغر، جذاب، دارای موهای بلند صاف و بلوند است. او اغلب لباس‌هایی به سبک گوتیک و پانک به تن دارد و ناخن‌های خود را به رنگ قرمز روشن یا ارغوانی تیره لاک می‌زدند. او معمولاً به خودش به شکل سوم شخص اشاره دارد و خود را میسا میسا صدا می‌زند و تمایل به بیش‌فعالی دارد.
میسا به منظور دیدار با کیرا به توکیو نقل مکان می‌کند. کیرا مأمور خودخوانده‌ای است که با استفاده از دفتر یادداشت مرگ خودش دست به قتل‌های زنجیره‌ای با هدف پاکسازی جهان از شر می‌پردازد، و در این بین میسا نیز با طرز فکر او موافق است. یک سال قبل از معرفی او، والدین میسا در مقابل چشمانش توسط یک سارق به قتل رسیدند. او قادر به بخشش قاتل والدینش نبود و حتی قصد داشت خودش او را بکشد، اما پس از تأخیرهای مکرر در این راه، نگران فرار احتمالی سارق شد. با این حال، سارق توسط کیرا به قتل رسید و این مسئله منجر به پرستش او توسط میسا شد. میسا با استفاده از دفتر مرگ، رسانه‌ها و چشمان شینیگامی خود با توانایی مشاهده نام افراد و خط امید به زندگی آن‌ها تنها با مشاهده چهره (در ازای نیمی از عمر باقی‌مانده خود)، توانست هویت لایت یاگامی را به عنوان کیرا شناسایی کند و خود نیز تحت عناوین خودمانی «کیرا جعلی» یا «دومین کیرا» شناخته شد. میسا که به شدت شیفتهٔ لایت شده بود، سوگند خورد هر آنچه او درخواست کند انجام دهد و در عوض لایت نیز باید تبدیل به دوست‌پسر او شود.